# Formica picipes
Formica picipes é uma espécie de formiga do gênero Formica, pertencente à subfamília Formicinae.